# لوله تراشه
لوله تراشه یا لولهٔ نایی یک میل یا سوند (کاتتر) است که در داخل نای قرار داده می‌شود که هدف آن ایجاد و حفظ راه هوایی مطمئن برای بیمار بوده تا تبادلات گازی به درستی انجام شود. انواع مختلفی از این وسیله برای شرایط گوناگون ایجاد شده‌است.
- لوله تراشه که تقریباً همیشه از طریق دهان قرار داده می‌شود و گاهی بنا به شرایط ار طریق بینی برای بیمار قرار داده می‌شود.
- لوله تراکئوستومی نوعی دیگری از لوله تراشه است که با طولی کمتر از لوله تراشه معمولی (۵۱ تا ۷۶ میلیمتر) از جنس فلز یا پلاستیک بوده که در پی جراحی تراکستومی (نای‌سُنبی) برای بیمار قرار داده می‌شود.
- دکمه تراکئوستومی، وسیله‌ای است به طول ۳ سانتی‌متر که پس از سوراخ کردن نای در نای قرار داده می‌شود تا مسیر تنفسی بیمار باز باشد.

## تاریخچه
مرکز پزشکی پورتکس (مرکز مشترک بین فرانسه و انگلستان) اولین لوله نایی پلاستیکی بدون کاف در رنگ سفید تولید کرد. در همین رابطه مگیل کاف لوله تراشه را طراحی کرد و آن را به لوله تراشه افزود، همچنین تکنیک‌های ساخت را مناسب‌تر کرد. همچنین یک نوار آبی را به صورتی دستی روی لوله‌های تراشه چسباند که به نوار آبی مشهور شد و بعدها توسط شرکت‌های سازنده مورد استفاده قرار گرفت.

دیوید شریدان (به انگلیسی: David S. Sheridan) اولین فردی بود که با استفاده از پلاستیک یکبار مصرف اقدام به تولید لوله تراشه کرد.
پیش از این ابداع از لوله تراشه‌های چندبار مصرف بنام لوله‌های روش (به انگلیسی: Rusch) استفاده می‌شد که پس از استفاده شسته شده و مجدداً استفاده می‌شد.

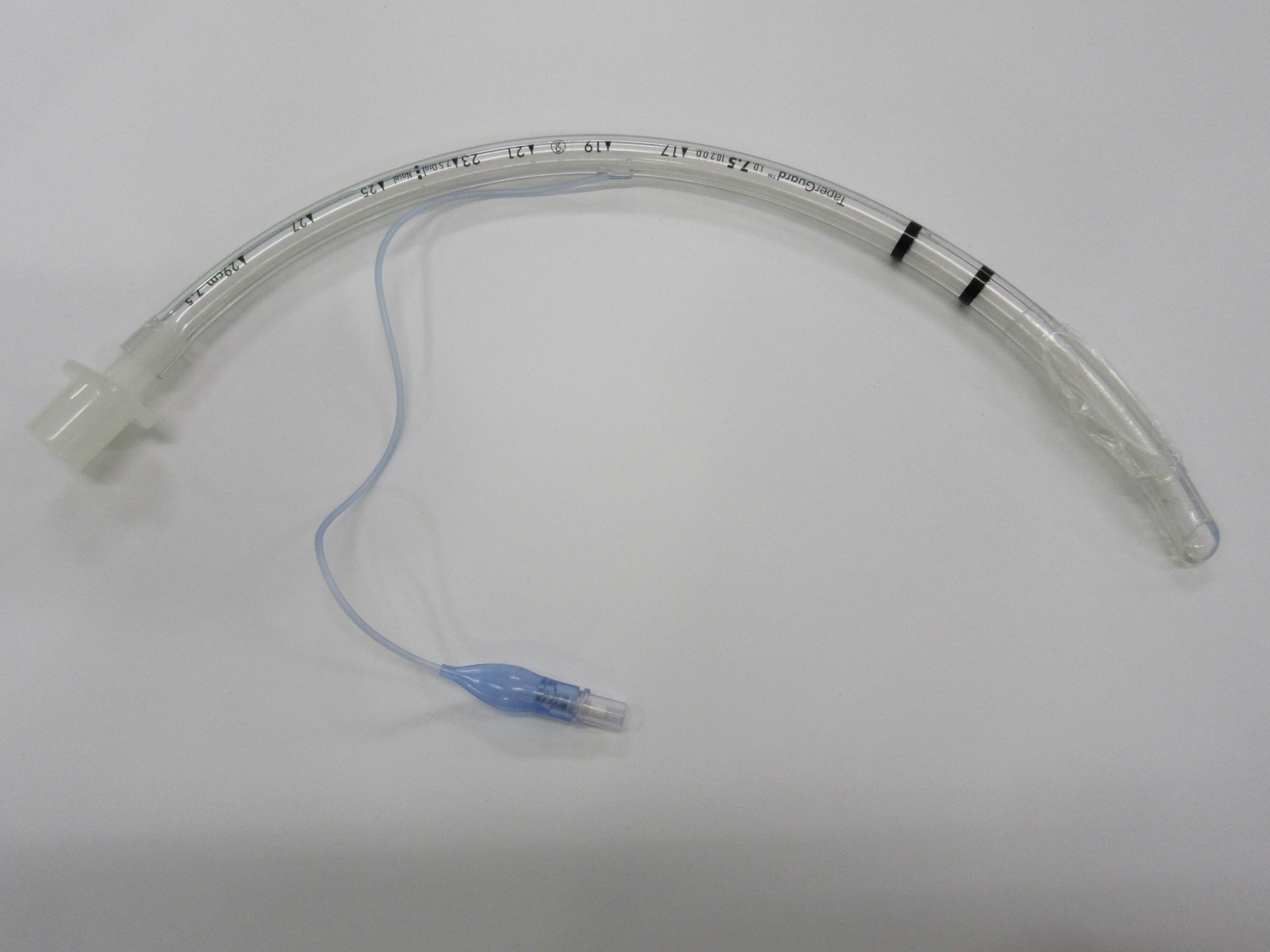
لوله تراشه با کاف خالی

## موارد استفاده
از لوله تراشه برای تحویل اکسیژن با غلظت بالاتر از غلظت آن در هوا و همچنین برای تحویل سایر گازها از جمله هلیم، نیتریک اکسید، دی نیتروژن مونوکسید، زنون یا برخی از گازهای بیهوشی فرار مانند دسفلوران، ایزوفلوران و سووفلوران به بیمار حین بیهوشی استفاده می‌شود.

همچنین از طریق لوله تراشه می‌توان داروهایی نظیر سالبوتامول، آتروپین، اپی‌نفرین، ایپراتروپیوم بروماید و لیدوکائین استفاده کرد.

از لوله تراشه معمولاً به عنوان وسیله‌ای جهت اداره کردن راه هوایی بیمار در هنگام بیهوشی عمومی، مراقبت‌های ویژه، تهویه مکانیکی و شرایط اورژانسی استفاده می‌شود.
بعد از قرار دادن لوله در داخل تراشه بیمار کاف لوله تراشه را پر کرده و پس از سمع دو طرفه شش و اطمینان از اینکه در محل مناسب قرار گرفته‌است لوله نایی را در محل مناسب با چسب بر روی صورت بیمار محکم می‌کنیم.

## مشخصات
| سن            | وزن                    | قطر داخلی به میلیمتر |
| ------------- | ---------------------- | -------------------- |
| نوزاد نارس    | کمتر از ۱٫۵ کیلوگرم    | ۲٫۵–۳٫۰              |
| نوزاد نارس    | بین ۱٫۵ تا ۲٫۵ کیلوگرم | ۲٫۵–۳٫۰              |
| نوزاد         | ۳٫۵ کیلوگرم            | ۳٫۰–۳٫۵              |
| ۱ سال         | ۱۰ کیلوگرم             | ۳٫۵–۴٫۰              |
| ۲–۳ سال       | ۱۵ کیلوگرم             | ۴٫۰–۴٫۵              |
| ۴–۶ سال       | ۲۰ کیلوگرم             | ۵٫۰–۵٫۵              |
| ۷–۹ سال       | ۳۰ کیلوگرم             | ۵٫۵–۶٫۰              |
| ۱۰–۱۲ سال     | ۴۰ کیلوگرم             | ۶٫۰–۶٫۵              |
| ۱۳–۱۵ سال     | ۵۰ کیلوگرم             | ۶٫۵–۷٫۰              |
| زنان بزرگسال  |                        | ۷٫۰–۷٫۵              |
| مردان بزرگسال |                        | ۷٫۵–۸٫۰              |

اغلب لوله تراشه‌هایی که امروزه استفاده می‌شود از جنس پلی وینیل کلراید هستند، اما انواع ویژه‌ای از لوله‌های تراشه از جنس سیلیکون، کائوچو و استیل نیز به‌طور گسترده موجود است. بیشتر لوله‌های تراشه یک کاف با قابلیت باد شدن دارند، در زمانی که لوله در نای بیمار قرار گرفت این کاف از هوا پر می‌شود و در نهایت مانع نشت هوا و ورود خون، ترشحات، محتویات معده و مایعات به راه هوایی بیمار می‌شود.

لوله‌های بدون کاف نیز وجود دارد که به صورت محدود برای استفاده در بیماران کودک استفاده می‌شود. در کودکان وجود غضروف کریکوئید باعث بسته شدن نواحی اطراف لوله تراشه شده که در نهایت راه هوایی را از خطرات ورود خون و ترشحات و … مصون نگه می‌دارد.

لوله‌های تراشه در انواع دهانی و بینی، کافدار یا بدون کاف، RAE(که توسط RingوAdairوElwyn ابداع شد)، لوله‌های آرمه، دابل‌لومن و لوله تشیّد(به انگلیسی: Tashayod)(که توسط محمداسماعیل تشیّد اختراع شد) وجود دارد.

لوله‌های تراشه بر اساس قطر داخلی (ID) تقسیم‌بندی می‌شوند، که برای انسان در محدوده ۲ الی ۱۰٫۵ میلیمتر وجود دارد. همچنین طول این لوله‌ها بر اساس سانتی‌متر علامت‌گذاری شده تا طول لوله وارد شده به حلق از نوک دندان بیمار قابل اندازه‌گیری باشد. انتخاب سایز لوله بر اساس وزن بیمار انجام می‌شود، به عنوان مثال برای بیماران کودک یا نوزادان نارس از لوله‌های با کوچک‌ترین سایز استفاده می‌شود. لوله‌های بزرگتر از سایز ۶ میلیمتر معمولاً دارای کاف با قابلیت باد شدن هستند. لوله‌های مورد استفاده معمولاً بر اساس نوع عمل انتخاب می‌شوند مثلاً برای اعمال جراحی قفسه سینه از لوله‌های دابل‌لومن و برای جراحی‌هایی که احتمال فشار بر روی لوله در حین عمل وجود دارد از لوله‌های آرمه استفاده می‌شود.